# Mitrocomella millardae
Mitrocomella millardae is een hydroïdpoliep uit de familie Mitrocomidae. De poliep komt uit het geslacht Mitrocomella. Mitrocomella millardae werd in 1992 voor het eerst wetenschappelijk beschreven door Pagès, Gili & Bouillon. 